# Pinacia auge
Pinacia auge är en fjärilsart som beskrevs av George Francis Hampson. Pinacia auge ingår i släktet Pinacia och familjen nattflyn. Inga underarter finns listade i Catalogue of Life.